# پیتر هندریک شوته

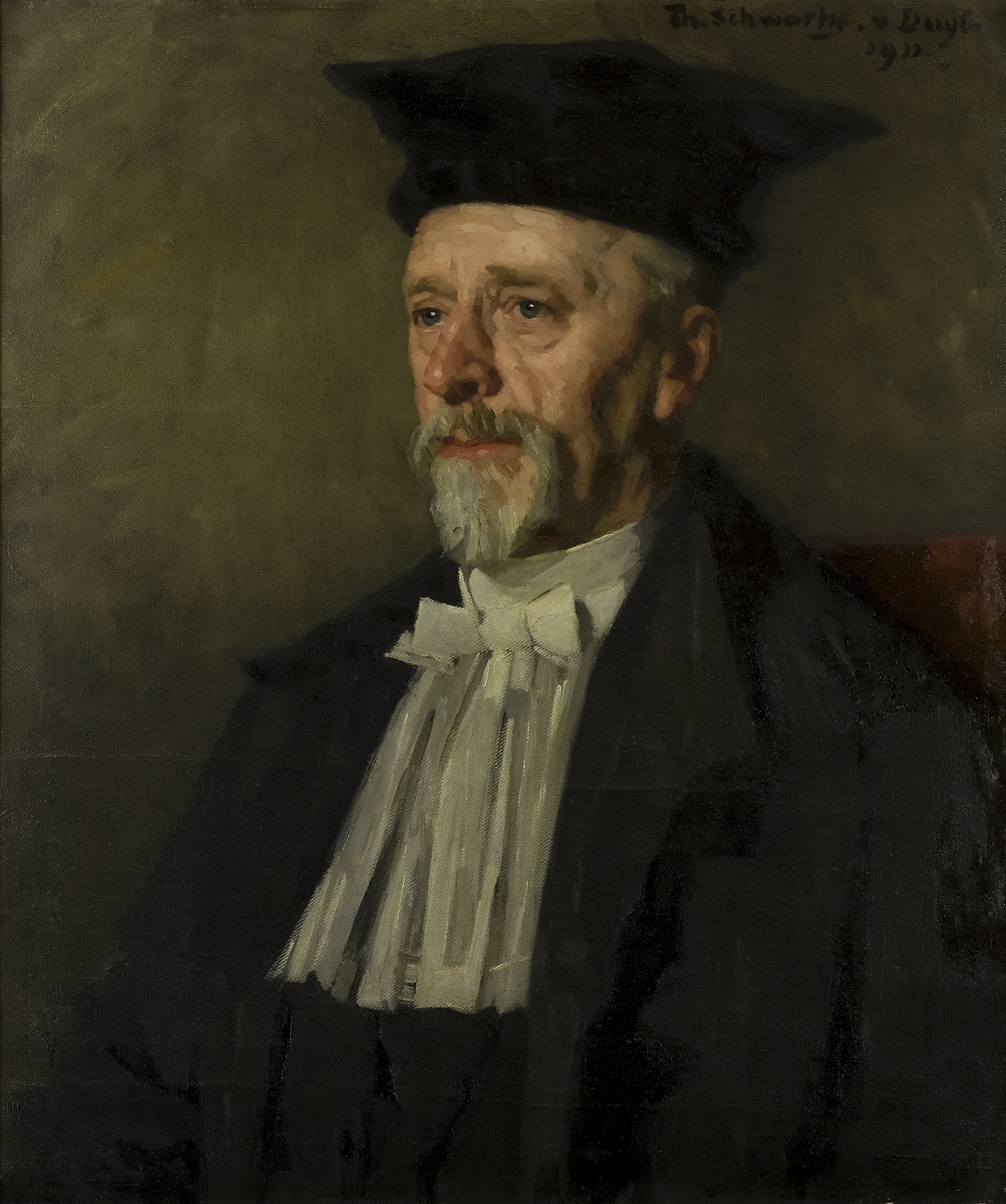
پیتر هندریک شوته

پیتر هندریک شَوته (زادهٔ ژانویه ۱۸۴۶، وُرم ویر – درگذشت ۱۸ آوریل ۱۹۲۳، خرونینگن) ریاضیدان هلندی بود که برای پژوهش‌هایش پیرامون هندسه اقلیدسی شناخته شد. سرانجام در سال ۱۸۶۶ عضو فرهنگستان سلطنتی علوم و هنر هلند گردید.